# Gemeinde Ribnica

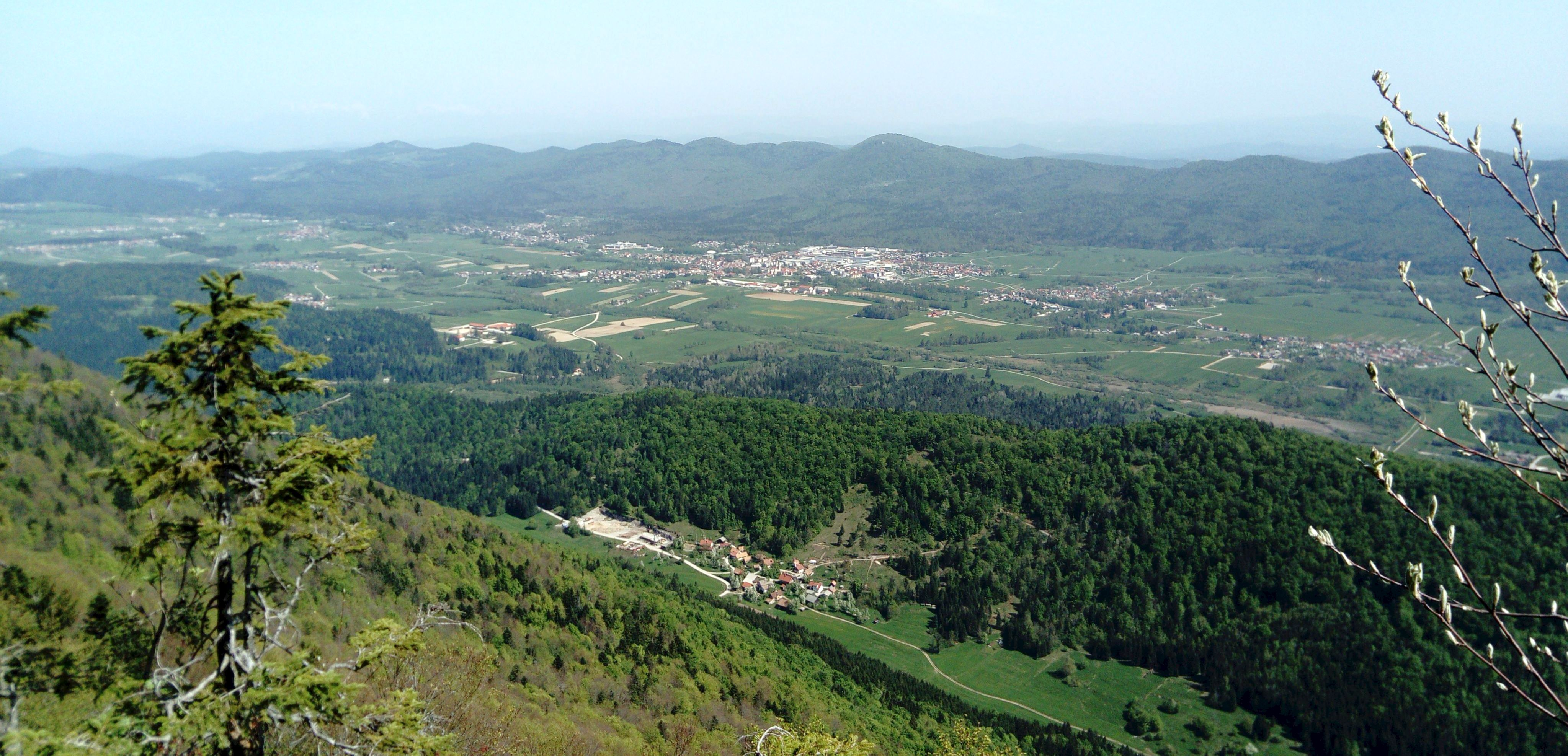
Blick auf die Ribnica-Polje (Karstbecken von Ribnica)

Die Gemeinde Ribnica (deutsch: Reifnitz) ist eine Gemeinde im Ribnica-Karstfeld in der Region Dolenjska (Unterkrain) in Slowenien.

## Geographie
Die Gemeinde liegt etwa 40 Kilometer südlich von Ljubljana. Sie ist benannt nach ihrem Hauptort, der Stadt Ribnica.

### Ortschaften
Die Gemeinde umfasst 63 Ortschaften:
- Andol, (dt. Ahnthal)
- Blate, (dt. Blath, auch Flatach)
- Breg pri Ribnici, (dt. Willingrain)
- Breže, (dt. Friesach)
- Brinovščica, (dt. Brinoschitz)
- Bukovec pri Poljanah, (dt. Sabatberg)
- Bukovica, (dt. Buchenwald)
- Črnec (Ribnica), (dt. Tschernetz)
- Črni Potok pri Velikih Laščah, (dt. Schwarzenbach)
- Dane, (dt. Danne bei Reifnitz, auch Dennen)
- Dolenja vas, (dt. Niederdorf)
- Dolenje Podpoljane, (dt. Unterpölland, auch Unter Podpollane)
- Dolenji Lazi, (dt. Niedergereuth, auch Nieder-Willingrein)
- Dule, (dt. Tullach, auch Dolle bei Reifnitz)
- Finkovo, (dt. Finkenstein)
- Gašpinovo, (dt. Gaspenau)
- Gorenje Podpoljane, (dt. Oberpölland)
- Gorenji Lazi, (dt. Obergereuth)
- Goriča vas, (dt. Weikersdorf)
- Graben, (dt. Graben, auch Haggenbud)
- Grčarice, (dt. Masern)
- Grčarske Ravne, (dt. Maasereben)
- Grebenje, (dt. Graben)
- Grič, (dt. Gritsch)
- Hojče, (dt. Heutschach)
- Hrovača, (dt. Krobatsch)
- Hudi Konec, (dt. Hudikonz)
- Jelendol
- Jelenov Žleb, (dt. Mathildensruhe)
- Junčje, (dt. Jungshof)
- Jurjevica, (dt. Gorgendorf)
- Kot pri Rakitnici, (dt. Winkel bei Rakitnitz)
- Kot pri Ribnici, (dt. Winkel bei Reifnitz )
- Krnče, (dt. Kerntsche)
- Levstiki, (dt. Leustuk)
- Lipovec, (dt. Lippowitz)
- Makoše, (dt. Makusch)
- Marolče, (dt. Meierholz)
- Maršiči, (dt. Marschitsch)
- Nemška vas, (dt. Deutschdorf)
- Ortnek, (dt. Schloss Ortenegg)
- Otavice, (dt. Ottersdorf)
- Perovo, (dt. Perau)
- Praproče, (dt. Praprotschdorf)
- Prigorica, (dt. Büchelsdorf, auch Puchsdorf)
- Pugled pri Karlovici, (dt. Pugled)
- Pusti Hrib, (dt. Pustihrib)
- Rakitnica, (dt. Rakitnitz, auch Wiesendorf)
- Ribnica, (dt. Reifnitz)
- Rigelj pri Ortneku, (dt. Riegel)
- Sajevec, (dt. Sajowitz)
- Škrajnek, (dt. Skreinegg)
- Slatnik, (dt. Slatenegg)
- Sušje, (dt. Schüst)
- Sveti Gregor, (dt. Sankt Gregor)
- Velike Poljane, (dt. Großpölland)
- Vintarji, (dt. Wintersberg)
- Vrh pri Poljanah, (dt. Berg, auch Werch bei Reifnitz)
- Zadniki, (dt. Sadnig)
- Zadolje, (dt. Sadullach, auch Sadulle)
- Zapuže pri Ribnici, (dt. Sapoltsach, auch Sapusche)
- Zlati rep, (dt. Slatirep)
- Žlebič, (dt. Friedrichstein)
- Žukovo, (dt. Schukau)

## Nachbargemeinden
| Sodražica   | Velike Lašče, Dobrepolje                    | Dobrepolje |
| Sodražica   | Kompassrose, die auf Nachbargemeinden zeigt | Kočevje    |
| Loški Potok | Loški Potok, Kočevje                        | Kočevje    |

## Geschichte
Auf dem Gebiet der Gemeinde Ribnica befinden sich Massengräber aus dem Zweiten Weltkrieg. Bisher wurden sechs Orte entdeckt und dokumentiert.